# Watase Yuu
Watase Yuu (渡瀬 悠宇 Watase Yuu, Độ Lai Du Vũ) (sinh 5 tháng 3 năm 1970 ở Osaka) là một mangaka người Nhật, sinh ra và lớn lên ở vùng Osaka. Watase Yuu chính là tác giả của manga lừng danh Ayashi no Ceres từng nhận giải manga Shogakukan vào năm 1998. Một tác phẩm nổi tiếng khác của bà là Quyển sách kỳ bí (Fushigi Yūgi), đã từng phát hành tại Việt Nam. Kể từ lúc sáng tác truyện ngắn đầu tay "Pajama de Ojama" (1989), tính tổng cộng Watase đã viết hơn 50 tập manga truyện ngắn và truyện dài.
Watase Yuu là một mangaka chuyên sáng tác các truyện tranh thể loại shōjo, và hiện bà đang làm việc cho tạp chí Shoujo Comics. Đặc biệt, trong các tác phẩm của Watase Yuu xuất hiện rất nhiều nhân vật nam có ngoại hình rất xinh đẹp nên nhiều người đánh giá các truyện tranh của bà thuộc thể loại bishōnen. Còn tác phẩm gần đây nhất của bà, Arata Kangatari (2008) lại thuộc thể loại shōnen và được đăng trên tạp chí Shounen Sunday.
Có vài điều thú vị về chữ Yuu của cái tên Watase Yuu. Khi Viz Media xuất bản các manga Quyển sách kỳ bí, Arisu Naintīnsu, Ayashi no Seresu thì họ viết là Yû, còn khi xuất bản Zettai Kareshi và Fushigi Yūgi Genbu Kaiden thì lại viết là Yuu. Nhà xuất bản Sáng Nghệ (Singapore) thì khi xuất bản bản tiếng Anh của Quyển sách kỳ bí thì ghi tên bà là Yu.

## Tác phẩm

### Watase Yuu Flower Comics
- Quyển sách kỳ bí (Fushigi Yūgi) - 18 tập.
- Fushigi Yūgi Genbu Kaiden - 12 tập.
- Shishunki Miman Okotowari - 3 tập.
- Epotoransu! Mai - 2 tập.
- Ayashi no Seresu (Ceres, The Celestial Legend) - 14 tập.
- Appare Jipangu! - 3 tập.
- Bồ công anh (Imadoki!) - 5 tập.
- Arisu Naintīnsu - 7 tập.
- Zettai Kareshi (Absolute Boyfriend) - 6 tập.
- I Won't Let You Become a Star! - 1 tập.
- Sakura Gari - 3 tập

### Shonen Sunday Comics
- Arata Kangatari - đang viết

### Tuyển tập Siêu phẩm của Watase Yuu
1. Gomen Asobase!
2. Magical Nan
3. Otenami Haiken!
4. Suna no Tiara
5. Mint de Kiss Me
6. Shōnen Aromatic (Aromatic Boy)

### Tuyển tập YuuTopia
1. Oishii Study
2. Musubiya Nanako

### Watase Yuu Flower Comics Deluxe, Kanzenban, Shogakukan Bunko
- Shishunki Miman Okotowari - 3 Vols.
- Pajama de Ojama (her debut work)
- Mint de Kiss Me
- Fushigi Yūgi Kanzenban - 9 Vols.
- Fushigi Yūgi -
- Epotoransu! Mai

### Artbooks
- Watase Yuu Illustration Collection Fushigi Yūgi
- Watase Yuu Illustration Collection - Part 2 Fushigi Yūgi Animation World
- "Ayashi no Ceres" Illustration Collection Tsumugi Uta ~Amatsu Sora Naru Hito o Kofutote~
- Yuu Watase Post Card Book

### Tiểu thuyết bằng tranh
- Shishunki Miman Okotowari
- Maseikishinden
- Fushigi Yūgi
- Ayashi no Ceres
- Yada ze!
- Alice 19th
- Fushigi Yugi: Genbu kaiden
- Absolute Boyfriend Series
- Imadoki! (Nowadays)